# Агирре, Диего (аргентинский футболист)
Диего Эсекьель Агирре (исп. Diego Ezequiel Aguirre; род. 11 января 1993, Буэнос-Айрес) — аргентинский футболист, нападающий клуба «Депортиво» (Мерло).

## Биография
Диего Агирре начал футбольную карьеру в академии клуба «Нуэва Чикаго». В 2011 году, когда команда выступала в третьем по значимости дивизионе, Примере Б Метрополитана, он подписал с клубом профессиональный контракт, однако впервые вышел на поле только двумя годами позже. В том же году Диего отправился в аренду в клуб Примеры C «Депортиво Эспаньол», где стал одним из основных футболистов и помог клубу заработать повышение в классе.
Спустя 5 месяцев после возвращения в стан родного клуба, Агирре подписал контракт с «Депортиво Лаферрере», представлявшим четвёртый дивизион, где лишь единожды попадает в заявку на матч.
Через год, в качестве свободного агента, игрок присоединяется к клубу «Унион Сантьяго», а ещё спустя полгода переходит в «Депортиво Арменио».
С наступлением 2017 года Диего вновь меняет клубную прописку, теперь уже на представителя второго дивизиона чемпионата Чили «Депортес Вальдивия», но через 9 месяцев получает предложение из украинского клуба «Арсенал-Киев», с которым и подписывает контракт.
В составе «Арсенала» Диего становится победителем Первой лиги в сезоне 2017/18.
В июне 2018 года перешёл в команду высшего дивизиона Латвии «Спартак» из Юрмалы.

## Достижения
- Победитель Первой лиги Украины (1): 2017/18